# Mezei Péter (jogász)
Mezei Péter (Szolnok, 1981. augusztus 20.-) magyar jogász, jogtudós, egyetemi docens.

## Fő  kutatási területe
Az összehasonlító és nemzetközi szerzői jog.

## Életpályája
2004 óta az SZTE ÁJTK Összehasonlító Jogi és Jogelméleti Intézetének munkatársa.  2015. március 1. és 2016. június 30. között az SZTE ÁJTK stratégiai dékánhelyettese, 2016. július 1. és 2018. augusztus 31. között a kar nemzetközi ügyekért felelős dékánhelyettese volt.  2018. november 1. óta az Összehasonlító Jogi és Jogelméleti Intézet intézetvezető-helyettese.

## Művei

### Monográfiák
- Digitális sampling és fájlcsere, Szegedi Tudományegyetem, Állam- és Jogtudományi Kar 2010, ISBN 978-963306000-1
- A fájlcsere dilemma – a perek lassúak, az internet gyors, HVG-Orac, Budapest, 2012, ISBN 978-963-258-1576
- Jogkimerülés a szerzői jogban, Médiatudományi Könyvtár 20., Médiatudományi Intézet, 2016, ISBN 978-615-5302-16-9
- Copyright Exhaustion: Law and Policy in the United States and the European Union, Cambridge University Press, 2018, ISBN 978-1-107-19368-0

### Tankönyvek, tankönyvi fejezetek
- A német jogrendszer alapjai. In: Badó Attila – Bencze Mátyás (szerk.): Betekintés a jogrendszerek világába, Studio Batiq, Szeged, 2007: p. 126-144.
- Betekintés a kínai jog világába. In: Badó Attila – Bencze Mátyás (szerk.): Betekintés a jogrendszerek világába, Studio Batiq, Szeged, 2007: p. 205-220.
- Betekintés az afrikai jogba. In: Badó Attila – Bencze Mátyás (szerk.): Betekintés a jogrendszerek világába, Studio Batiq, Szeged, 2007: p. 236-244.
- Badó Attila – Bencze Mátyás – Bóka János – Mezei Péter (szerk.): A jogrendszerek világa, Pro Talentis Universitatis Alapítvány, Szeged, 2012, ISBN 978-963-08-5069-8
- A német jogrendszer alapjai. In: Badó Attila – Bencze Mátyás – Bóka János – Mezei Péter (szerk.): A jogrendszerek világa, Pro Talentis Universitatis Alapítvány, Szeged, 2012: p. 129-151.
- Az afrikai jog világa. In: Badó Attila – Bencze Mátyás – Bóka János – Mezei Péter (szerk.): A jogrendszerek világa, Pro Talentis Universitatis Alapítvány, Szeged, 2012: p. 282-292.
- Mezei Péter – Hajdú Dóra: Introduction to Digital Copyright Law, University of Szeged, Szeged, 2014, ISBN 978-963-306-250-0
- Copyright Law Policy – National and International, University of Szeged, 2015, ISBN 978-963-306-405-4
- Mezei Péter – Hajdú Dóra: Introduction to Digital Copyright Law, 2nd Edition, University of Szeged, Szeged, 2015 978-963-306-406-1
- Mezei Péter – Hajdú Dóra – Luis-Javier Capote-Pérez: Introduction to Digital Copyright Law, 3rd Edition, Iurisperitus Kiadó, Szeged, 2018, ISBN 978-615-5300-23-3
- Mezei Péter – Harkai István: Copyright Law Policy – National and International, 2nd Edition, University of Szeged, 2018, ISBN 978-963-306-579-2
- Nemzetközi együttműködés a szellemi tulajdonjog védelem területén. In: Fejes Zsuzsanna – Szalai Anikó (Szerk.): Államközi kapcsolatok, Opera Iurisprudentiae 2/1., Iurisperitus Kiadó, Szeged, 2019: p. 239-251.
- International Cooperation in the Field of Intellectual Property Protection. In: Zsuzsanna Fejes – Márton Sulyok – Anikó Szalai (Ed.): Interstate Relations, Opera Iurisprudentiae 2/2., Iurisperitus Kiadó, Szeged, 2019: p. 229-241.
- La coopération internationale en matière de la protection de la propriété intellectuelle. In: Zsuzsanna Fejes – Anikó Szalai: Les relations interétatiques, Opera Iurisprudentiae 2/3., Iurisperitus Kiadó, Szeged, 2019: p. 245-257.
- Bartha Ildikó – Mezei Péter – Paksy Máté: A római-germán jogcsalád. In: Badó Attila (szerk.): A jogrendszerek világa – Jogi alapismeretek, Pro Talentis Universitatis Alapítvány, Szeged, 2020: p. 20-55.
- Tradicionális jogok. In: Badó Attila (szerk.): A jogrendszerek világa – Jogi alapismeretek, Pro Talentis Universitatis Alapítvány, Szeged, 2020: p. 301-308.
- Betekintés a kínai jog világába. In: Badó Attila (szerk.): A jogrendszerek világa – Jogi alapismeretek, Pro Talentis Universitatis Alapítvány, Szeged, 2020: p. 290-300.
- Mezei Péter – Hajdú Dóra – Luis-Javier Capote-Pérez – Jie Qin: Comparative Digital Copyright Law, Vandeplas Publishing, 2020

## Szervezeti tagságai
- a Szerzői Jogi Fórum Egyesület tagja,
- a Magyar Iparjogvédelmi és Szerzői Jogi Egyesület tagja,
- a Magánjogot Oktatók Egyesületének a tagja.
- a European Copyright Society tagja,
- az Association of Internet Researchers tagja,
- a European Intellectual Property Teachers’ Network tagja,
- a European Policy for Intellectual Property tagja,
- az International Association for the Advancement of Teaching and Research in Intellectual Property tagja.

## Díjai, elismerései
- A HVG GOLDENBLOG versenyének “Szakértői kategóriájában” 2012-ben, majd ebben a versenyben 2014-ben a “Business kategóriában” egyaránt 10. helyezést ért el.
- Milleniumi díj (a Copy21 blogért, Szellemi Tulajdon Nemzeti Hivatala, 2018).